# Tjikkie Kreuger
Tjitske Marie (Tjikkie) Kreuger (Leeuwarden, 18 februari 1941 – Knegsel, 4 januari 2017) was een Nederlands beeldhouwer.

## Leven en werk
Tjikkie Kreuger was de dochter van Marinus Kreuger (1915-1945), een schilder die ook orgel speelde, en Aukje Goudberg (1920-2008). Ze volgde een opleiding mode en textiel aan de Academie Vredeman de Vries in Leeuwarden. Later kreeg ze in Nijmegen les van de beeldhouwers Ed van Teeseling en Charles Hammes. Kreuger maakte vooral bronzen mensfiguren, waarin ze werd geïnspireerd door de Afrikaanse volken en Egyptische kunst. Ze werkte vooral in was en in de beginjaren ook met klei. Hoewel de plastieken figuratief zijn, zijn ze niet per definitie realistisch, omdat Kreuger kenmerken accentueerde of wegliet.
Kreuger overleed januari 2017 in haar woonplaats Knegsel, ze werd 75 jaar.

## Werken (selectie)
- Nar (1981) bij de Hamboskliniek in Kerkrade
- Samenspraak (1990), Wintelre
- Samen (1991), Den Hout
- Vier oude wijven (1992), Raamsdonksveer
- De zonnewachters (1999), Spijkenisse
- Mijnheer pastoor (2002), Knegsel
- Windgodin (2007), Drunen
- De aandacht (2009) bij Elkerliek Ziekenhuis, Helmond
- Winkelronde (2009), Veldhoven
- Windgodinnen bij Vliegbasis Eindhoven
- Monument voor het verloren kind Roostenkerkhof, Eindhoven

## Fotogalerij

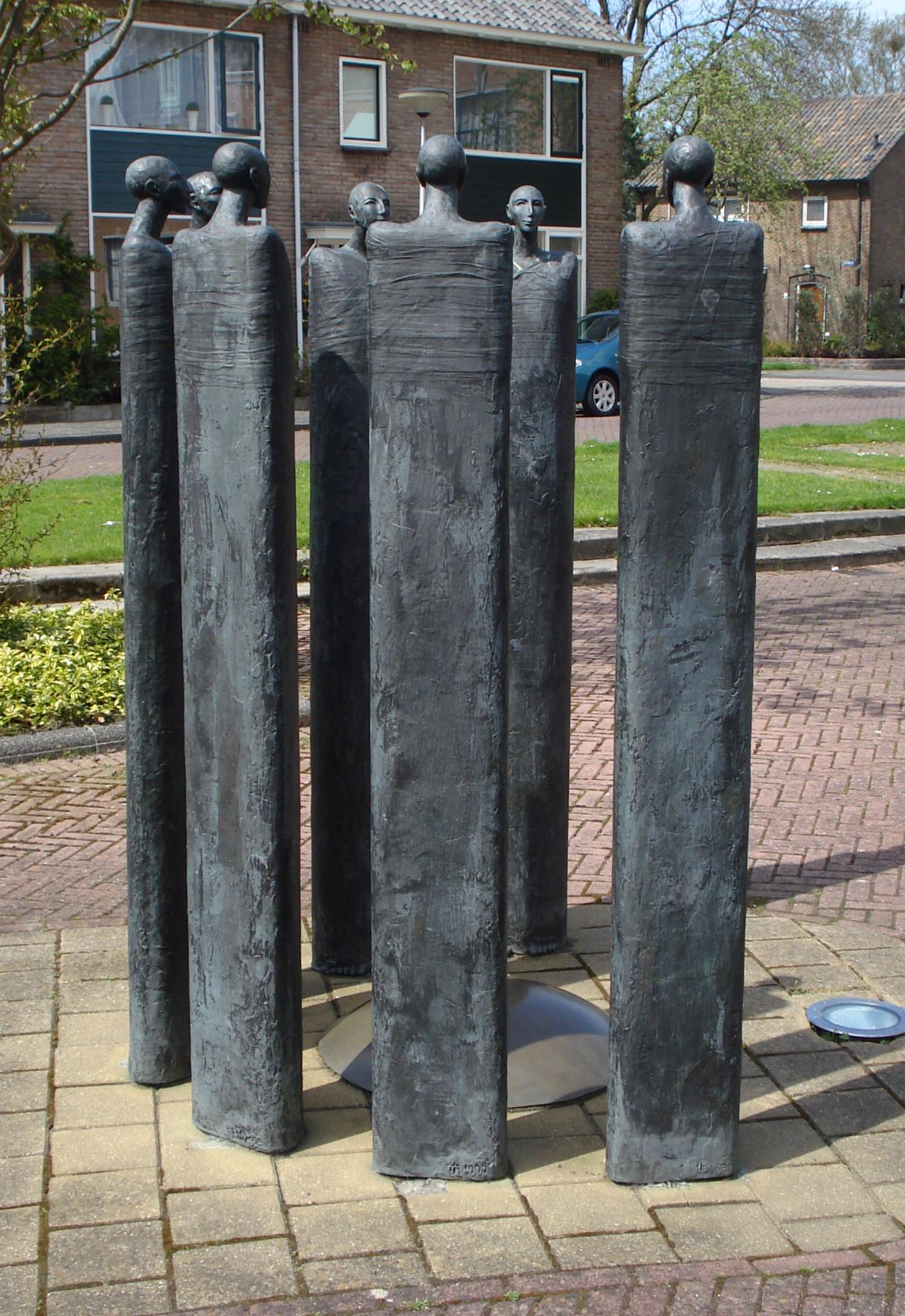
De zonnewachters (1999), Spijkenisse
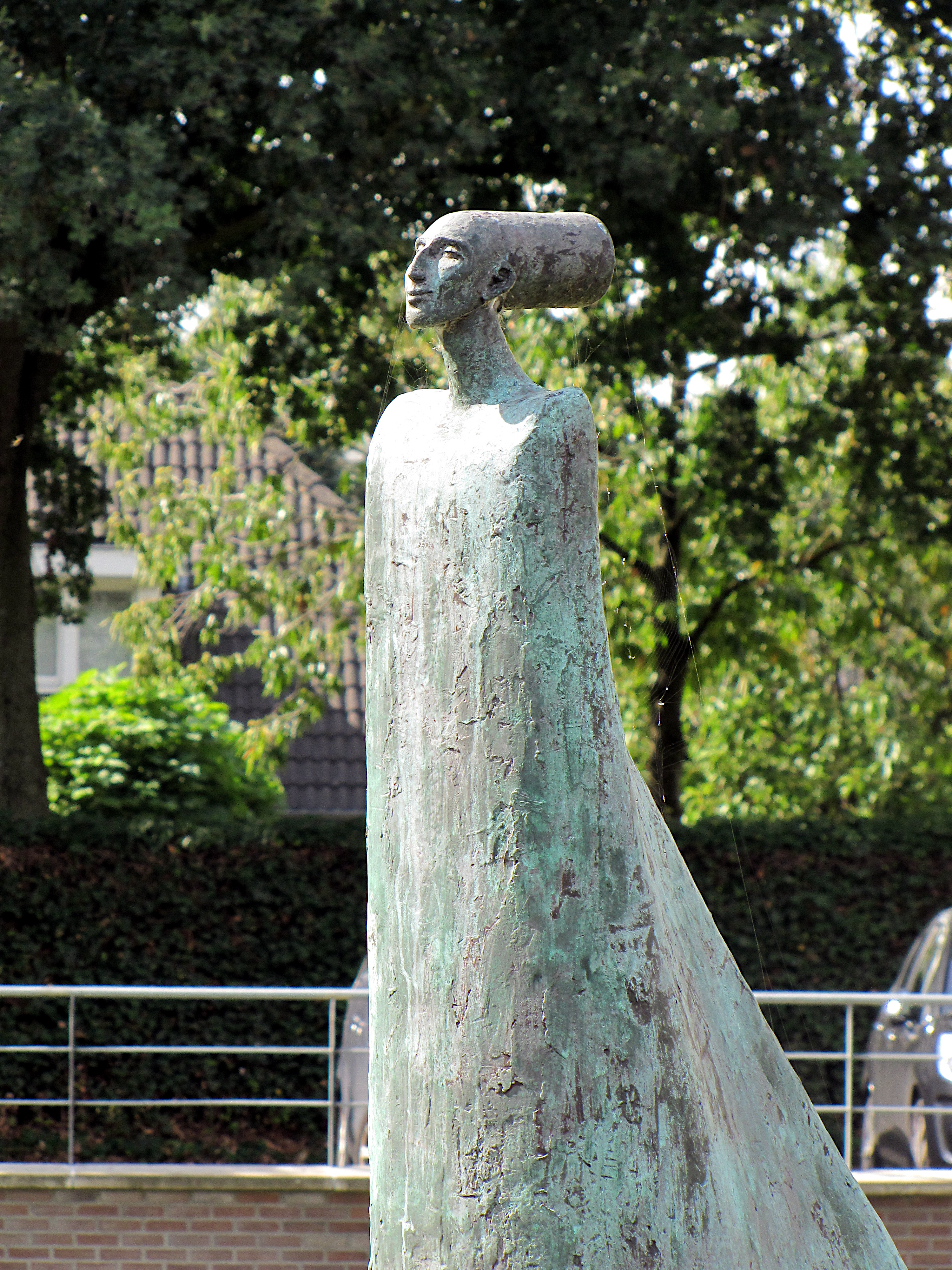
vrouwenfiguur (2000?), Someren
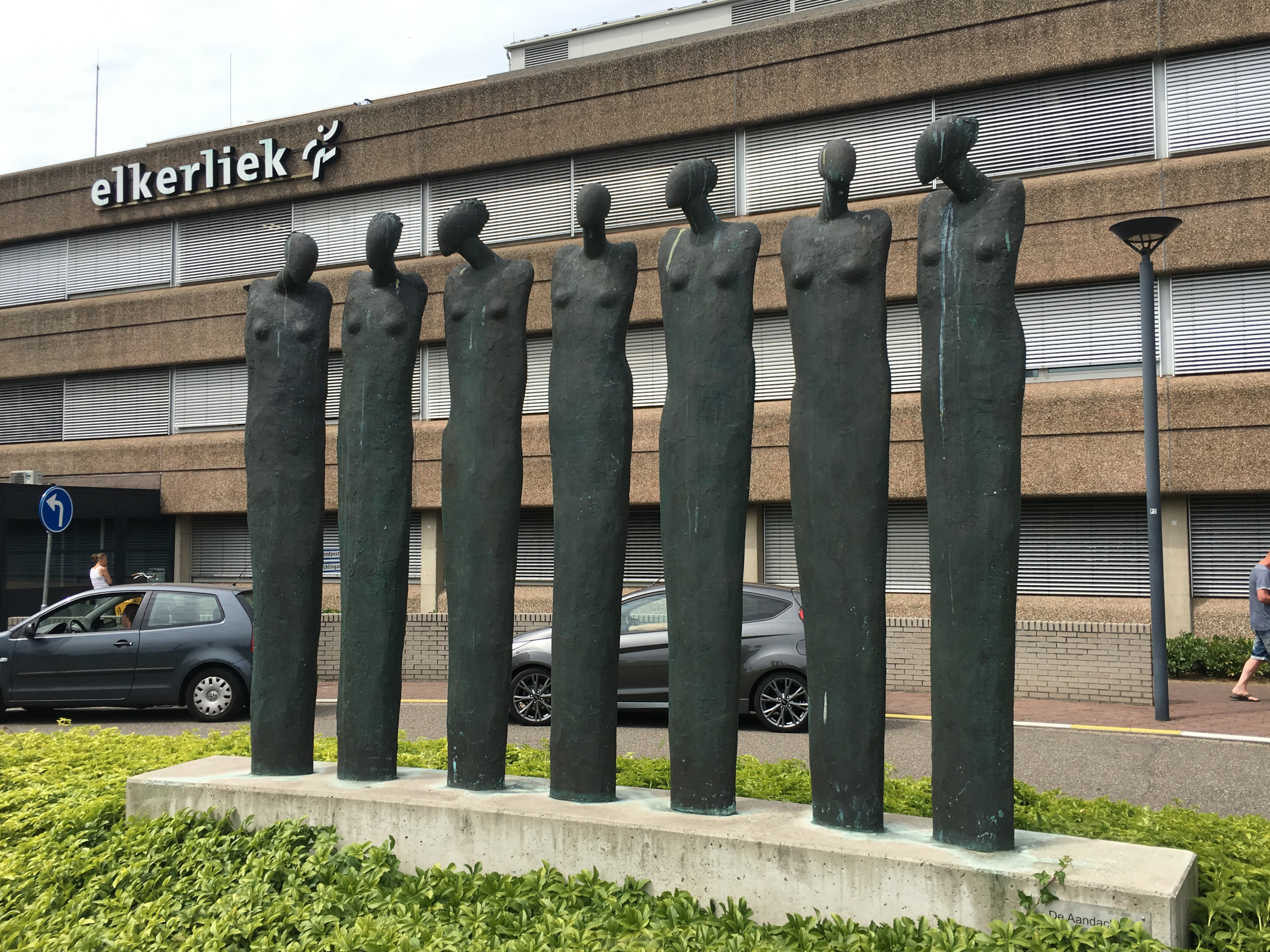
De aandacht (2009), Helmond